# Махнєв Дмитро Віталійович
Дмитро Віталійович Махнєв (нар. 2 березня 1996, Дніпропетровськ, Україна) — український футболіст, центральний захисник.

## Біографія
Футболом розпочав займатися 2007 року в дитячій школі дніпропетровського «Дніпра», за яку виступав до 2010 року. Потім грав за іншу дніпропетровську команду «Інтер». У 2011 році повернувся до академії «Дніпра», за яку виступав до 2013 року.
З 2013 по 2014 рік виступав за юнацькі команду клубів «Севастополя» та «Говерли». Потім грав за дніпродзержинську «Сталь-2» у чемпіонаті Дніпропетровської області. У серпні 2015 року підписав контракт з «Даугавпілсом». Дебютував за нову команду 15 серпня 2015 року в нічийному (1:1) домашньому поєдинку 18-го туру Вірсліги проти «Вентспілса». Дмитро вийшов на поле у стартовому складі та відіграв увесь матч. Загалом у футболці «Даугавпілса» зіграв у вищій лізі Латвії зіграв 8 матчів.
Навесні 2016 року повернувся до України, де виступав у чемпіонаті Дніпропетровської області за «Петриківку». У липні 2016 року підписав контракт з «Нікополем-НПГУ». Дебютував за нову команду 20 липня 2016 року в програному (1:3) виїзному поєдинку 1-го попереднього раунду Кубку України проти «Агробізнеса TSK». Дмитро вийшов на поле в стартовому складі та відіграв увесь матч, а на 82-ій хвилині отримав жовту картку. У Другій лізі України дебютував 24 липня 2016 року в програному (0:3) виїзному поєдинку 1-го туру проти одеської «Жемчужини». Махнєв вийшов на поле в стартовому складі та відіграв увесь матч. Дебютним голом у дорослому футболі відзначився 5 серпня 2016 року на 55-ій хвилині програного (1:3) виїзного поєдинку 3-го туру Другої ліги проти горностаївського «Миру». Дмитро вийшов на поле в стартовому складі та відіграв увесь матч. У сезоні 2016/17 років зіграв за «Нікополь-НПГУ» 29 матчів (8 голів) у Другій лізі та 1 поєдинок у національному кубку. По завершенні сезону покинув розташування нікопольців.
Напередодні старту сезону 2017/18 років приєднався до «Енергії». У футболці новокаховського клубу дебютував 15 липня 2017 року в переможному (1:0) домашньому поєдинку 1-го туру групи «Б» Другої ліги проти миколаївського «Суднобудівника». Махнєв вийшов на поле в стартовому складі та відіграв увесь матч. Вперше у складі «Енергії» відзначився голом 13 серпня 2017 року на 89-ій хвилині (з пенальті) переможного (3:2) домашнього поєдинку 6-го туру групи «Б» Другої ліги проти «Миколаєва-2». Дмитро вийшов на поле в стартовому складі та відіграв увесь матч. Відіграв у команді два з половиною сезони, за цей час у Другій лізі України провів 75 матчів (18 голів), ще 3 поєдинки зіграв у кубку України.
На початку лютого 2020 року підписав контракт з «Вересом». У складі рівнеського клубу дебютував 16 серпня 2020 року в матчі плей-оф за право виходу в Першу лігу проти «Черкащини». Махнєв вийшов на поле в стартовому складі та відіграв увесь матч. Дебютним голом у футболці рівнян відзначився 20 серпня 2018 року в нічийному (1:1) виїзному поєдинку плей-оф проти «Черкащини». Дмитро вийшов на поле в стартовому складі, на 18 ій хвилині забив з пенальті, а на 27-ій хвилині отримав пряму червону картку. У Першій лізі України дебютував 26 жовтня 2020 року в переможному (260) домашньому поєдинку 9-го туру проти волочиського «Агробізнеса». Махнєв вийшов на поле в стартовому складі та відіграв увесь матч.
За підсумками сезону 2020/21 у Першій лізі України разом з «Вересом» здобув золоті нагороди та право виступати в УПЛ.

## Ігрова кар'єра
| Сезон     | Команда                | Турнір                    | І  | Г |
| --------- | ---------------------- | ------------------------- | -- | - |
| 2013-2014 | Севастополь            | Чемпіонат (дубль)         | 16 | 1 |
| 2014-2015 | Говерла (Ужгород)      | Чемпіонат (дубль)         | 11 | 0 |
| 2015      | Даугавпілс (Латвія)    | ВЛ                        | 8  | 0 |
| 2016-2017 | Нікополь               | Друга ліга                | 29 | 8 |
| 2017-2018 | Енергія (Нова Каховка) | Друга ліга                | 31 | 8 |
| 2018-2019 | Енергія (Нова Каховка) | Друга ліга                | 26 | 6 |
| 2019-2020 | Енергія (Нова Каховка) | Друга ліга                | 18 | 4 |
| 2019-2020 | «Верес»                | Друга ліга (стикові ігри) | 2  | 1 |
| 2020-2021 | «Верес»                | Перша ліга                | 13 | 0 |
| 2021-22   | «Верес»                | Прем'єр-ліга              | 4  | 0 |
| 2022-23   | Карпати (Львів)        | Перша ліга                | 16 | 1 |

## Досягнення
- Перша ліга України
  -  Переможець (1): 2020/21
- Друга ліга України
  -  Срібний призер (1): 2023/24